# Asclepias hypoleuca
Asclepias hypoleuca är en oleanderväxtart som först beskrevs av Asa Gray, och fick sitt nu gällande namn av R. E. Woodson. Asclepias hypoleuca ingår i släktet sidenörter, och familjen oleanderväxter. Inga underarter finns listade i Catalogue of Life.